# Kilian Ludewig
Kilian Ludewig (* 5. März 2000 in Hamburg) ist ein deutscher Fußballspieler.

## Karriere

### Verein
Ludewig begann beim Barsbütteler SV und dem Willinghusener SC mit dem Fußballspielen, ehe er 2014 in das Nachwuchsleistungszentrum des FC St. Pauli wechselte. Bereits nach einem Jahr zog er zu RB Leipzig weiter. Im November 2015 debütierte für die A-Junioren von Leipzig in der Bundesliga, als er am zehnten Spieltag der Saison 2015/16 gegen den Hamburger SV in der Nachspielzeit für Przemysław Płacheta eingewechselt wurde. Im Dezember 2015 kam er gegen den VfL Wolfsburg zu seinem ersten Einsatz für die U-17-Mannschaft von Leipzig in der B-Junioren-Bundesliga. Im August 2016 erzielte er bei einem 8:0-Sieg gegen den Niendorfer TSV seine ersten drei Treffer in der B-Junioren-Bundesliga.
Nachdem er bereits in der Saison 2015/16 ein Spiel für die A-Junioren absolviert hatte, rückte Ludewig zur Saison 2017/18 in den Kader dieser. Seinen ersten Treffer in der A-Junioren-Bundesliga machte er im August 2017 bei einem 2:0-Sieg gegen den Hertha BSC. Zwischen September und Dezember 2017 absolvierte er zudem drei Spiele für RB Leipzig in der UEFA Youth League.
Zur Saison 2018/19 wechselte er zum österreichischen Bundesligisten FC Red Bull Salzburg, bei dem er einen bis Mai 2022 laufenden Vertrag erhielt. Zunächst spielte er jedoch für das Farmteam FC Liefering in der 2. Liga, für das er im September 2018 gegen den FC Juniors OÖ erstmals zum Einsatz kam.
Nachdem er in eineinhalb Jahren in Salzburg nur für Liefering zum Einsatz gekommen war, wurde er im Januar 2020 nach England an den Zweitligisten FC Barnsley verliehen. Nachdem er für Barnsley 18 Spiele in der EFL Championship absolviert und den Klassenerhalt geschafft hatte, wurde die Leihe im August 2020 um eine weitere Saison verlängert.
Nach weiteren vier Zweitligaeinsätzen für Barnsley wurde die Leihe allerdings im Oktober 2020 vorzeitig beendet und Ludewig wurde an den deutschen Bundesligisten FC Schalke 04 weiterverliehen. Wenige Tage zuvor übernahm Manuel Baum, unter dem Ludewig bis zuletzt in der U20-Nationalmannschaft gespielt hatte, die Schalker als Cheftrainer. In Gelsenkirchen kam der Verteidiger, da er einen großen Teil der Spielzeit, aufgrund eines Mittelfußbruchs im Dezember 2020, verletzt verpasst hatte, nur zu sechs Einsätzen in der Bundesliga; mit den Schalkern stieg er zu Saisonende aus dieser ab.
Nach eineinhalb Jahren Leihe in England und Deutschland kehrte Ludewig zur Saison 2021/22 wieder nach Salzburg zurück. Dort gab er im Oktober 2021 gegen den LASK sein Debüt in der Bundesliga. Dies blieb allerdings sein einziger Ligaeinsatz, zusätzlich absolvierte er noch eine Partie im ÖFB-Cup. Da er sich auch diesmal in Salzburg nicht durchsetzen konnte, wurde er im Januar 2022 ein drittes Mal verliehen, diesmal in die Niederlande an Willem II Tilburg. In Tilburg konnte er sich jedoch ebenfalls nicht durchsetzen und kam nur viermal in der Eredivisie zum Einsatz, aus der er mit Willem II zu Saisonende abstieg.
Zur Saison 2022/23 wurde er dann nach Dänemark an den Aalborg BK weiterverliehen. Für Aalborg absolvierte er 19 Spiele in der Superliga, aber auch mit diesem Leihverein stieg er aus dem Oberhaus ab. Zur Saison 2023/24 folgte dann die fünfte Leihe, diesmal wechselte Ludewig wieder in seine deutsche Heimat, wo er sich dem Drittligisten TSV 1860 München anschloss. Während der Leihe kam er zu 24 Einsätzen in der 3. Liga. Zur Saison 2024/25 kehrte er nicht mehr nach Salzburg zurück, sein Vertrag wurde im Juli 2024 aufgelöst.
Nach einem Halbjahr ohne Verein wechselte Ludewig im Februar 2025 nach Rumänien zu Petrolul Ploiești.

### Nationalmannschaft
Ludewig spielte im Oktober 2015 gegen Österreich erstmals für die deutsche U16-Auswahl. In jenem Spiel, das Deutschland mit 4:2 gewann, erzielte er auch einen Treffer. Im September 2016 kam er gegen die Niederlande zu seinem ersten Einsatz für die U17-Auswahl. Im November 2016 erzielte er bei einem 7:2-Sieg gegen Island seinen ersten Treffer für diese.
Mit der deutschen U17-Mannschaft nahm er 2017 an der Europameisterschaft teil, bei der man das Halbfinale erreichte. Ludewig kam in allen fünf Partien der Deutschen zum Einsatz.
Zwischen Dezember 2017 und Mai 2018 absolvierte Ludewig vier Spiele in der U18-Auswahl. Am 20. März 2019 debütierte er beim 2:1-Heimsieg gegen Kroatien in der U19-Auswahl und im September gegen Tschechien für die U20. Im September 2021 kam er gegen Lettland erstmals in der U-21-Mannschaft zum Einsatz.

## Erfolge
- Österreichischer Meister: 2019, 2022
- Österreichischer Cupsieger: 2019, 2022